# Нефс, Луи
Людвиг Адель Мария Йозеф «Луи» Нефс (нидерл. Ludwig Adèle Maria Jozef "Louis" Neefs; 8 августа 1937, Гирле, Бельгия — 25 декабря 1980, Лир) — бельгийский певец, который дважды представлял Бельгию на конкурсе песни Евровидение, в 1967 и в 1969 годах. Он является известным артистом Фландрии.

## Биография
Людвиг Адель Мариа Жозеф Нефс родился 8 августа 1937 года в Гирле, Де-Кемпен. Его отец очень любил музыку и поэтому назвал сына Людвигом, в честь Людвига ван Бетховена. Его мать была верующей католичкой, что тоже повлияло на его имя. Нефс страдал от детского спинномозгового паралича. Во время войны лечение от полиомиелита стоило много денег, и семейная касса из-за этого сильно пострадала.
Начальное образование Нефсу дал его собственный отец. В то же время, его отец был дирижёром в нескольких фанфарах и хорах, но Нефс в них не участвовал. В средней школе Нефсу было тяжело учиться. Он хотел стать чертёжником мостов, но когда попал в хор в колледже, он раскрыл свой талант. В тот момент он также начал учиться играть на гитаре. Говорят, что Нефс получил талант певца от отца, а актёрский талант от матери. Дома они слушали фламандских артистов, таких как Ла-Эстрелья и Жан Вальтер, и немецкие песни, в основном песни Фрица Вундерлиха. В детстве Нефс проводил много времени со своими близкими друзьями — Андре Прост и Рене Ейскенс.

### Первые записи
Первое время Нефс играл на гитаре, которая принадлежала соседям, пока не смог накопить на свою собственную гитару, но через некоторое время Нефс понял, что гитара ему не нужна, так как он хотел петь свободно. Во время его студенческой жизни петь под гитару было всего лишь хобби для Нефса. Он выступал только для близких или на школьных праздниках. Он начал искать себе оркестр. В конце пятидесятых годов у Нефса появляется своя маленькая музыкальная группа, «The Sun Spots». Он также участвовал во многих шоу талантов и именно из за этого получил контракт. На протяжении этого времени Луи принимает некоторые сценические псевдонимы, включая Лоде Селис, Людвиг Кённер и Лоде Ван Камп, последний подчёркивает его происхождение из Де-Кемпен.
Однажды, во время соревнования в Кафе Герстманс, Луи встречает автора Ке Рима, которая знакомит Нефса с продюсерами Йо Денсен и Жак Клюгер. Клюгер требует, чтобы Нефс поменять псевдоним на более фламандский, вследствие чего Нефс принимает сценическое имя Луи. Фамилию Клюгер позволил оставить, так как она считалась достаточно фламандской. Жак предоставляет Нефсу контракт на запись в компании Palette Records, после чего Луи бросает учёбу, чтобы сосредоточиться на карьере певца.

### Прорыв
В 1959 году Луи выступает за бельгийскую команду на кубке Европы по песне в Казино Кнокке. Нефс женится в 1960 году на Лилиан Ван Асбрук. В том же году Луи выступает вместе с Ельвире Депре в мюзикле «Anita my love», после чего выпускает сингл с тем же именем. В Германии эта песня привлекла большой интерес к артисту, и Нефс выпускает на немецком языке свой первый хит «Ein kleines compliment». После этого хита он получил контракт на запись в Германии.
Однако Нефсу так и не удалось найти общий язык с Клюгером, и он переходит к Рокко Граната в 1965 году. Их сотрудничество перерастает в настоящую дружбу на основе любви к нидерландским песням. Вместе они создают импрессариат Show Business Office, чтобы повысить знаменитость марки Cardinal Records. Работая для Cardinal Records, Нефс выпускает хит «Wat een leven». Луи любил работать в спокойном темпе, и поэтому исполнял свои песни в стиле Дина Мартина. Он также проявлял любовь к стилю Джаз. В 1967 году оказывается, что Рокко и Луи создали импрессариат без лицензии, и суд заставил их закрыть Show Business Office. Эта ситуация сильно повлияла на Нефса, а его карьера достигла новых вершин.

### Евровидение
В 1967 году Луи Нефс выступает на двенадцатом выпуске шоу песни Евровидение. Его песня «Oh oh ik heb zorgen» на слова Фила Ван Коуенберга получила седьмое место. Победила Великобритания с песней «Puppet on a string» исполнителя Сенди Шоу. В 2000 году песню «Oh oh ik heb zorgen» принимают в Зал Славы в Казино Кнокке.
Два года спустя, в 1969 году, Нефс снова выступает на шоу песни Евровидение, на четырнадцатом выпуске в Мадриде. В этот раз он исполняет номер «Jennifer Jennings», снова на слова Фила Ван Коуенберга. Бельгия снова занимает седьмое место, но в этом выпуске было четыре победителя: Нидерланды, Великобритания, Франция и Испания. Номер «Jennifer Jennings» в 2002 году также приняли в Зал Славы в Казино Кнокке.

### Смерть
25 декабря 1980 года, на вершине своей карьеры, Нефс вместе с женой и младшим сыном попадает в автокатастрофу. Луи и его жена Лилиан погибли на месте. Их младший сын Гюнтер сильно пострадал. Старший сын Людвиг в тот момент был на лыжном курорте. Младший сын Гюнтер в будущем пойдёт по стопам отца и станет певцом.